# Milan Enčev
Milan Enčev (* 4. ledna 1980 Kladno) je český divadelní a televizní herec, kromě divadelních rolí hrál v řadě českých televizních seriálů.

## Životopis
Jeho otec byl havíř, matka cukrářka. Je vyučeným čalouníkem, po maturitě studoval herectví. V roce 2002 odešel z rodného Kladna do Prahy, kde se setkal s režisérkou Ritou Jasinskou. Od roku 2007 působí v divadle různých jmen, od roku 2017 v Divadle Radka Brzobohatého. Hrál v mnoha televizních inscenacích, filmech a seriálech.

## Televizní role

### Česká televize
- Jasnovidec (novinář)
- Rána z milosti (policista)
- Restaurace u prince (trubač)
- 3 + 1 s Miroslavem Donutilem (drzý muž)
- Zdivočelá země II. (architekt Josef)
- Dobrá čtvrť II. (Libor Bouček)
- Poslední sezóna (policista)
- To horké léto v Marienbádu (komorník)
- Poste restaurante
- Ďáblova lest
- Daleko do Nashvillu (Hagen)
- Až se zima zeptá
- Mozart (Wolfgang Amadeus Mozart)

| 2024 | Partie                          |
|      | Princezna na hrášku             |
| 2023 | Bratři                          |
|      | Bůh nepřítel                    |
|      | Můžem i s mužem                 |
| 2022 | Bezva zuby na zásnuby (TV film) |
|      | Ledviny bez viny (TV film)      |
|      | Ruce v záruce (TV film)         |
|      | S písní v tísni (TV film)       |

| 2021 | Jak si nevzít princeznu (TV film)    |
| 2020 | Bábovky                              |
|      | Havel                                |
| 2019 | LOVEní                               |
| 2018 | Kouzelník Žito (TV film)             |
|      | Rašín (TV film)                      |
| 2017 | Monstrum (TV film)                   |
| 2015 | Korunní princ (TV film)              |
| 2013 | Hořící keř (TV film)                 |
| 2010 | Kajínek                              |
| 2009 | Princezna Ano (TV film)              |
| 2008 | Daleko do Nashvillu (TV film)        |
| 2006 | Obsluhoval jsem anglického krále     |
|      | To horké léto v Marienbadu (TV film) |
| 2005 | Jasnovidec (TV film)                 |
|      | Restaurace U prince (TV film)        |
|      | Rána z milosti (TV film)             |
| 2001 | Diamantová sekera (amatérský film)   |
|      | Pán a čert (amatérský film)          |

| 2023 | Agrometal                            |
|      | Dobré zprávy                         |
|      | Rošáda (E14)                         |
|      | Výpadek proudu (E13)                 |
|      | Piloty do zdi (E12)                  |
|      | In kdoulovice veritas (E10)          |
|      | Docent                               |
|      | Rozhodnutí (S01E03)                  |
| 2022 | 1. MISE                              |
|      | Dárek (E36)                          |
|      | Na peřejích řeky Styx (E35)          |
|      | Devadesátky                          |
|      | Král diskoték (E02)                  |
|      | Dobré zprávy                         |
|      | Kukačko už nekukej (E07)             |
|      | Hrdinové (E04)                       |
|      | Boháč z jeskyně (E02)                |
|      | Policie Modrava                      |
|      | Posel ze světa mrtvých (S04E04)      |
|      | Pozadí událostí                      |
|      | Rošády (E04)                         |
|      | Střet zájmů (E03)                    |
|      | Pozadí událostí (E02)                |
|      | Paridův soud (E01)                   |
|      | Špunti na cestě                      |
|      | Smlouva (E02)                        |
| 2021 | 1. MISE                              |
|      | Danajský dar (E15)                   |
|      | Dvojka na zabití                     |
|      | Smrt v trojúhelníku (E03)            |
|      | Ochránce                             |
|      | Andílek (E03)                        |
|      | Slunečná                             |
|      | Přátelská výpomoc (S02E49)           |
|      | Vyčerpání (S03E32)                   |
| 2020 | Slunečná                             |
|      | Krysí král (S01E30)                  |
|      | Živý nebo mrtvý (S02E24)             |
|      | Umění lásky (S02E22)                 |
|      | více epizod (6)                      |
|      | Zrádci                               |
|      | Ze života pozůstalých (E03)          |
|      | Vstup do prázdnoty (E01)             |
| 2019 | Krejzovi                             |
|      | Na koho se můžeš spolehnout (S01E54) |
|      | Klec nám spadla (S01E53)             |
|      | Narozeniny 2 (S02E34)                |
|      | Past na zloděje (S02E33)             |
|      | Modrý kód                            |
|      | Přiznání (S04E12)                    |
|      | Rapl                                 |
|      | Kebab Aleppo (S02E09)                |
|      | Specialisté                          |
|      | Zlaté časy (S04E01)                  |
|      | Vodník                               |
|      | Epizoda 3 (E03)                      |
|      | Epizoda 2 (E02)                      |
|      | Epizoda 1 (E01)                      |
| 2018 | Dáma a Král                          |
|      | Smrt na dlouhých vlnách (S02E04)     |
|      | Krejzovi                             |
|      | Množení králíků (S01E02)             |
|      | Modrý kód                            |
|      | Pohled do zrcadla (S02E83)           |
| 2017 | Bohéma                               |
|      | Vyhrát za každou cenu (E05)          |
|      | Mazalové                             |
|      | Hrnečku vař! (S02E09)                |
|      | Ohnivý kuře                          |
|      | Jeden musí z kola ven (S03E19)       |
|      | Velké finále (S03E18)                |
|      | Konec starých časů (S03E08)          |
|      | více epizod (3)                      |
|      | Život a doba soudce A. K.            |
|      | Policejní svět (S02E09)              |
| 2016 | Ohnivý kuře                          |
|      | Zakázaná území (S02E34)              |
|      | Ohnivé dorty (S02E33)                |
|      | Rozchod (S02E31)                     |
|      | více epizod (2)                      |
| 2015 | Atentát                              |
|      | Popel (E08)                          |
|      | Místo zločinu Plzeň                  |
|      | Kapka krve (E01)                     |
| 2014 | Clona                                |
|      | Stopaři (E06)                        |
|      | První republika                      |
|      | Ztracený syn (S01E01)                |
| 2013 | Špačkovi v síti času                 |
|      | Konečně zase spolu (E14)             |
| 2012 | Gympl s (r)učením omezeným           |
|      | Divná holka (S01E07)                 |
|      | Kriminálka Anděl                     |
|      | Klíč (S03E05)                        |
| 2009 | Poste restante                       |
|      | Láska na dobírku (E04)               |
|      | Vyprávěj                             |
|      | Můj velký den (S01E15)               |
|      | Vojna (S01E12)                       |
|      | Ode mě to nemáte! (S01E09)           |
|      | Velká očekávání (S01E08)             |
| 2008 | Zdivočelá země                       |
|      | Epizoda 8 (S03E08)                   |
|      | Epizoda 3 (S03E03)                   |
|      | Epizoda 1 (S03E01)                   |
| 2007 | 3 plus 1 s Miroslavem Donutilem      |
|      | Expert (S04E03)                      |
|      | Velmi křehké vztahy                  |
| 2006 | Horákovi                             |
|      | Letiště                              |
|      | Poslední sezona                      |
| 2005 | Dobrá čtvrť                          |
|      | On je žena!                          |
|      | Ulice                                |
| 2004 | Redakce                              |
|      | Rodinná pouta                        |

| Dokumentární | Dokumentární                           |
| ------------ | -------------------------------------- |
| 2022         | Za rybami po Česku (seriál) - průvodce |
|              | Labe - průvodce (E06)                  |
|              | Orlík - průvodce (E05)                 |
|              | Praha - průvodce (E04)                 |
|              | více epizod (3)                        |

| Krátkometrážní | Krátkometrážní                       |
| -------------- | ------------------------------------ |
| 2001           | A zase padá sníh (amatérský film)    |
|                | Adresa (amatérský film)              |
|                | Žudliky, žudliky... (amatérský film) |

## Host
| Pořady | Pořady                             |
| ------ | ---------------------------------- |
| 2021   | Hvězdná talkshow s Dejvem a Jančou |
| 2009   | Zázraky přírody                    |

### Nova
- Redakce (novinář)
- On je žena (režisér)
- Ulice (policista Bařinka)

### Prima
- Rodinná pouta (Dr. Švestka)
- Letiště (Rus)
- Velmi křehké vztahy (Dr. Švestka)
- Dobré zprávy (režisér Libor Kašpar)

## Filmové role
- Crashroad (čert)
- Obsluhoval jsem anglického krále (muž sbírající mince)

## Divadelní role
- Anton Pavlovič Čechov – Medvěd (Smirnov)
- Anton Pavlovič Čechov – Jubileum (ředitel banky)
- William Shakespeare – Richard III. (Richard III.)
- Nikolaj Vasiljevič Gogol – Revizor (policejní ředitel)
- Ingmar Wilqist – Helverova noc (Helver)
- William Shakespeare – Sen noci svatojánské (Égeus)
- Jan Lukavský – Moucha (otec Rudolf)
- Jan Lukavský – Drama v činžovním domě (inspektor)
- William Shakespeare – Romeo a Julie (Marčelo)
- Jan Lukavský – Věrni zůstaneme – Prošek
- Uctivá poklona pane Hlustvisihák – Hlustvisihák
- Jiří Rezek – Až mě andělé… aneb pocta Josefu Fouskovi
- Miloslav Šimek – Jako kotě si příst aneb vzpomínka na Semafor
- Miloslav Šimek – Zajíc v pytli'
- Petr Haničinec – Povídání s Petrem Haničincem